# Michał Gamski

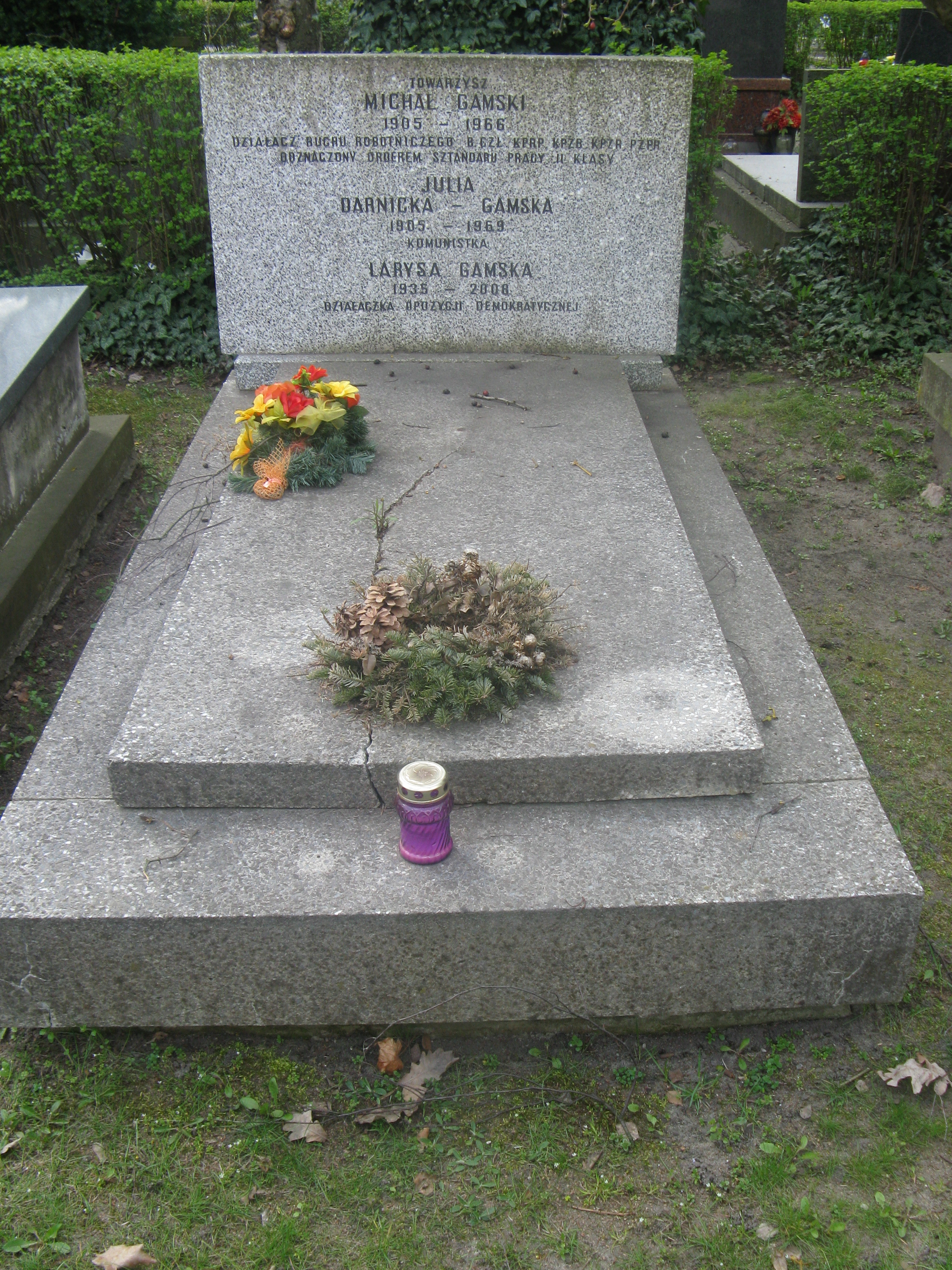
Grób Michała Gamskiego na Cmentarzu Wojskowym na Powązkach w Warszawie

Michał Gamski (właśc. Samuel Gamm) przybrane nazwisko Ajzyk Bober, pseud. Aleksander, Damian, Siergiej, Wersal (ur. 19 maja 1905 w Czereji, zm. 6 czerwca 1966 w Warszawie) – działacz komunistyczny.

## Życiorys
Syn żydowskiego mechanika Demiana (właśc. Lejby), 1916-1920 uczył się w szkole i równocześnie 1916-1918 terminował w zawodzie stolarza. Od 1920 służył w sowieckich organach bezpieczeństwa w Borysowie, 1921-1922 był uczniem technikum budowlanego w Mińsku. Od 1922 w Polsce, był technikiem w zakładach ceramiki budowlanej w Grodnie, jednocześnie działał w KPZB w Grodnie, Wołkowysku i Białymstoku. Był sekretarzem Komitetu Powiatowego (KP) KPZB i sekretarzem oddziału związku zawodowego robotników budowlanych w Wołkowysku. Później instruktor Komitetu Okręgowego (KO) KPZB w Białymstoku i kierownik działu łączności Komitetu Centralnego (KC) KPZB do lutego 1925, gdy z powodu poszukiwania go przez polską policję uszedł do ZSRR. Najpierw pracował w Mohylewie, później skończył szkołę partyjną przy KC KP(b)U w Odessie, po czym I 1928 nielegalnie wrócił przez Wolne Miasto Gdańsk do Polski pod nazwiskiem Ajzyk Bober. Wkrótce został sekretarzem KO KPZB w Brześciu. 29 X 1928 aresztowany i 1 VIII 1929 skazany na 6 lat więzienia, karę odbywał w Brześciu, Siedlcach, Koronowie, Wiśniczu i Tarnowie, gdzie w więzieniu poznał swoją przyszłą żonę, J. Darnicką. XI 1934 zwolniony, ponownie został instruktorem KC KPZB. XI 1935 w Mołodecznie ponownie aresztowany, skazany na 10 lat więzienia, więziony w Wilejce, Wilnie, Grodnie i Koronowie. IX 1939 wydostał się z więzienia i udał się do Wołkowyska, gdzie pracował przy budowie dróg, później był kierownikiem wydziału w zarządzie gospodarki komunalnej w Ciechanowcu. VI 1941 wraz z żoną ewakuował się do Złatoustu, gdzie był ślusarzem-hydraulikiem i potem zastępcą dyrektora fabryki. Odbył kilkumiesięczne kursy dla oficerów intendentury, 1942 przydzielono go do Białoruskiego Sztabu Partyzanckiego, jednak pozostał w rezerwie z powodu stanu zdrowia. Przyjęty do WKP(b) z zaliczeniem stażu partyjnego od 1922. 1944 został naczelnikiem wydziału w Urzędzie Dróg i Mostów przy Radzie Ministrów BSRR, a w 1946 dyrektorem kombinatu materiałów budowlanych w Mohylewie (do 1950), później kierownikiem wydziału ekonomicznego Związku Pisarzy ZSRR. VII 1956 wrócił z rodziną do Polski, został przyjęty do PZPR, był inspektorem BHP w Zakładach Ceramiki Budowlanej w Grodzisku Mazowieckim, a od 1961 starszym inspektorem w Ministerstwie Budownictwa i Przemysłu Materiałów Budowlanych. Od 1965 na rencie dla zasłużonych. Był odznaczony Orderem Sztandaru Pracy II klasy. Pochowany na wojskowych Powązkach w kwaterze B2-3-11.